# Fernand Angel
Clément Fernand Angel (* 2. Februar 1881 in Douzy, Département Ardennes; † 13. Juli 1950 im 14. Arrondissement, Paris), allgemein als Fernand Angel bekannt, war ein französischer Herpetologe und Ichthyologe.

## Leben
Angel begann seine Tätigkeit als Assistenzpräparator im Jahr 1905 unter der Leitung von Léon Vaillant, Lehrstuhlinhaber für Herpetologie und Ichthyologie im Muséum national d’histoire naturelle. Seine Mentoren waren François Mocquard, Vaillants Chefassistent von 1884 bis 1908 und später George Albert Boulenger in London. Eine seiner ersten Aufgaben war die Vollendung der letzten Bildtafeln für einen Reptilien-Band aus der Reihe Mission Scientifique au Mexique et dans l’Amérique Centrale (1870–1909) von Léon Vaillant, womit die anderen Illustrationen des 1904 verstorbenen Marie Firmin Bocourt ergänzt wurden.
Nach Vaillants Fortgang im Jahr 1910 waren die folgenden drei Lehrstuhlinhaber Ichthyologen und Angel wurde, außer während der Dauer des Ersten und des Zweiten Weltkriegs, bis zu seinem Tod Kurator der herpetologischen Abteilung.
Angels Hauptaugenmerk galt den Herpetofaunen von Afrika und Asien, insbesondere die französischen Kolonien in Westafrika, Madagaskar und Indochina. Die meisten seiner Fachartikel widmeten sich der Systematik. In Zusammenarbeit mit Maxime Lamotte veröffentlichte er eine Reihe von Artikeln über die westafrikanische lebendgebärende Krötenart Nimbaphrynoides occidentalis, zu der Angel 1943 die wissenschaftliche Erstbeschreibung verfasste.
Zu Angels Hauptwerken zählen Contribution à l’étude systématique des lézards appartenant aux genres Uroplatus et Brookesia (1929), Les serpents de l’Afrique Occidentale Française (1932), Les lézards de Madagascar (1942), Reptiles et amphibiens (1946), Vie et mœurs des amphibiens (1947), Petit atlas des amphibiens et reptiles (1949) sowie Vie et mœurs des serpents (1950). Mehrere von Angels Schriften wurden von Maxime Lamotte und Jean Guibé zwischen 1950 und 1954 posthum veröffentlicht.
Angel war auch an Beiträgen zur Ichthyologie beteiligt, darunter Poissons provenant des campagnes du prince Albert Ier de Monaco (1933) mit Louis Roule und Petit atlas des poissons. IV. Poissons des eaux douces. Espèces exotiques et d’ornement (1946) in Zusammenarbeit mit Jacques Géry.

## Erstbeschreibungen von Fernand Angel
Angel ist zwischen 1920 und 1949 als Autor oder Co-Autor an zahlreichen Erstbeschreibungen beteiligt gewesen, darunter:
- Acanthodactylus orientalis Angel, 1936
- Alluaudina mocquardi Angel, 1939
- Amietia wittei (Angel, 1924)
- Amietophrynus villiersi (Angel, 1940)
- Amphiglossus andranovahensis (Angel, 1933)
- Amphiglossus decaryi (Angel, 1930)
- Amphiglossus elongatus (Angel, 1933)
- Anodonthyla montana Angel, 1925
- Arthroleptis crusculum Angel, 1950
- Arthroleptis nimbaensis Angel, 1950
- Boehmantis microtympanum (Angel, 1935)
- Boophis doulioti (Angel, 1934)
- Brookesia decaryi Angel, 1939
- Brookesia perarmata (Angel, 1933)
- Chamaelycus parkeri (Angel, 1934)
- Cnemaspis occidentalis Angel, 1943
- Dalophia ellenbergeri (Angel, 1920)
- Dibamus bourreti Angel, 1935
- Gephyromantis decaryi Angel, 1930
- Gephyromantis leucocephalus Angel, 1930
- Gephyromantis ventrimaculatus (Angel, 1935)
- Hyperolius montanus (Angel, 1924)
- Isopachys roulei (Angel, 1920)
- Kassina decorata (Angel, 1940)
- Lacertaspis lepesmei (Angel, 1940)
- Leptosiaphos pauliani (Angel, 1940)
- Lycodon chapaensis (Angel & Bourret, 1933)
- Lygodactylus decaryi Angel, 1930
- Madascincus ankodabensis (Angel, 1930)
- Mantidactylus delormei Angel, 1938
- Mantidactylus mocquardi Angel, 1929
- Mertensophryne mocquardi (Angel, 1924)
- Naja katiensis Angel, 1922
- Nanorana delacouri (Angel, 1928)
- Nimbaphrynoides occidentalis (Angel, 1943)
- Oligodon lacroixi Angel & Bourret, 1933
- Oligodon macrurus (Angel, 1927)
- Opisthotropis jacobi Angel & Bourret, 1933
- Panaspis nimbaensis (Angel, 1944)
- Paracontias milloti Angel, 1949
- Paragehyra petiti Angel, 1929
- Pareas boulengeri (Angel, 1920)
- Paroedura homalorhina (Angel, 1936)
- Philochortus lhotei Angel, 1936
- Phrynobatrachus kinangopensis Angel, 1924
- Phrynobatrachus manengoubensis (Angel, 1940)
- Plagiopholis delacouri Angel, 1929
- Pseudohemisus verrucosus Angel, 1930
- Ptychadena retropunctata (Angel, 1949)
- Quasipaa courtoisi (Angel, 1922)
- Rhombophryne coudreaui (Angel, 1938)
- Tetradactylus ellenbergeri (Angel, 1922)
- Tomopterna milletihorsini (Angel, 1922)
- Trimerodytes praemaxillaris (Angel, 1929)
- Typhlacontias rohani Angel, 1923
- Voeltzkowia petiti (Angel, 1924)
- Zonosaurus trilineatus Angel, 1939

## Dedikationsnamen
Nach Fernand Angel sind folgende Arten und Unterarten benannt: Rhabdophis angeli (Bourret, 1934), Geotrypetes angeli Parker, 1936, Lygosoma angeli (Smith, 1937), Atractaspis irregularis angeli Laurent, 1950, Letheobia angeli (Guibé, 1952) und Furcifer angeli (Brygoo & Domergue, 1968)